# SoulCalibur VI
SoulCalibur VI est un jeu de combat en 3D développé par Project Soul et édité par Bandai Namco Entertainment,. Le jeu est sorti sur PlayStation 4, Xbox One et Windows le 19 octobre 2018.

## Développement
SoulCalibur VI est annoncé lors des Game Awards de 2017 par Namco. Le jeu est produit par Motohiro Okubo et utilise le même moteur de jeu que le précédent titre de combat en 3D de Namco, Tekken 7, l'Unreal Engine 4. Pour les 20 ans de la série, le jeu est présenté par Namco comme « reboot » et inclut notamment le retour de Sophitia,. Parmi les vétérans de retour pour cet opus se trouve Heishiro Mitsurugi, Sophitia, Nightmare, Chai Xianghua, Kilik, Ivy, Zasalamel, Siegfried Schtauffen, Taki, Yoshimitsu, Maxi, Talim, Voldo, Astaroth, Seong Mi-Na, Cervantes De Leon et Tira.
Un nouveau personnage originaire de Scandinavie, Groh, fait également sa première apparition jouable dans la série. Un second nouveau personnage, Azwel, est jouable dans le jeu. Le 15 mars 2018, Geralt de Riv de l'univers The Witcher est annoncé comme personnage invité. Tira est annoncée comme nouveau personnage en tant que contenu téléchargeable lors de la Gamescom le 21 août 2018,. Cervantes et Raphael sont dévoilés via des trailers publiés respectivement le 12 et 19 septembre 2018 par Namco,. Lors de la Paris Games Week qui a eu lieu le 27 octobre 2018, le personnage 2B provenant de l'univers Nier: Automata est annoncé. Amy, personnage issue de SoulCalibur III est annoncé le 16 février 2019 lors de l'EVO au Japon, via DLC,.

## Lancement
SoulCalibur VI est sorti sur PlayStation 4, Xbox One, et Windows le 19 octobre 2018. Bandai Namco a annoncé qu'un laissez-passer saisonnier (season pass) sortira incluant quatre personnages supplémentaires, deux packs d'armures, et plus d'une centaines d'items de personnalisation.
En Amérique du Nord, il y a eu deux autres éditions en dehors de la standard : l'édition collector (contenant l'édition standard du jeu, la boîte de l'édition collector, une figurine de 35 cm de Sophitia, la bande son sur disque, un boîtier métallique avec un périphérique de son intégré jouant quatre extraits sonores de la voix off du jeu, et un artbook de 120 pages) et l'édition de luxe (contenant l'édition standard du jeu, le laissez-passer, la bande son sur disque, et le boîtier métallique de l'édition collector).
En Europe, il y a eu trois éditions en plus : l'édition collector (contenant l'édition standard du jeu, une figurine de 35 cm de Sophitia, la version numérique de la bande son et le laissez-passer); l'édition silver collector qui remplace la version en couleurs de la figurine par une version argentée (aussi disponible sur PC); et l'édition de luxe contenant l'édition standard du jeu et le laissez-passer (aussi disponible sur PC).
Au Japon, il y a eu trois éditions : la version normale, dite package en japonais, est l'équivalent de la version physique standard sortie en Occident mais elle est seulement disponible sur PS4, pas sur Xbox One ni PC; la version téléchargeable contenant la version numérique du jeu; et la version de luxe numérique, dite digital deluxe en japonais, contenant la version numérique du jeu et le laissez-passer saisonnier.
La sortie sur Steam s'est aussi faite avec des éditions standard et deluxe du jeu au niveau mondial,,.

## Personnages
- 2B [b] [c]
- Amy [c]
- Astaroth
- Azwel [a]
- Cassandra [c]
- Cervantes
- Geralt de Riv [b]
- Grøh [a]
- Haohmaru [bc]
- Hilde [c]
- Hwang [c]
- Inferno
- Ivy
- Kilik
- Maxi
- Mitsurugi
- Nightmare
- Raphael
- Seong Mi-Na
- Setsuka [c]
- Siegfried
- Sophitia
- Taki
- Talim
- Tira [c]
- Voldo
- Xianghua
- Yoshimitsu
- Zasalamel

^ a.  Nouveau personnage  
 ^ b.  Personnage invité  
 ^ c.  Personnage via contenu téléchargeable 

## Accueil
- Canard PC : 7/10[22]
- Gameblog : 8/10[23]